# Депутаты Мажилиса Парламента Казахстана IV созыва
Избраны на парламентских выборах 2007 года. Прошла только одна партия — Нур-Отан.

## По партийному списку Народно-Демократической партии «Нур Отан» на 25.08.2007
1. Абенов, Мурат Абдуламитович
2. Аимбетов, Сеитсултан Сулейменович
3. Айсина, Майра Араповна
4. Алимжанов, Бекен Окенович
5. Альзаков, Ерзат Валиханович
6. Апсалямов, Ерболат Надирбекович
7. Асанов, Жакип Кажманович
8. Асанов, Турарбек Мажилович
9. Баймагамбетова, Багила Бирмагамбетовна
10. Баймаганбетов, Серик Нуртаевич
11. Бейсенбаев, Аскар Асанович
12. Бекенов, Асхат Сакибеденович
13. Бекжанов, Берик Айдарбекович
14. Бектуреев, Устемир Райымбекович
15. Бердонгаров, Танирберген Маратович
16. Бижанов, Керимжан Ксенбаевич
17. Бисенов, Кылышбай Алдабергенович
18. Бобров, Владимир Яковлевич
19. Бурханов, Камал Низамович
20. Бычкова, Светлана Федоровна
21. Геллерт, Наталья Владимировна
22. Джазин, Аманжол
23. Джакупов, Кабибулла Кабенович
24. Дмитриенко, Петр Гаврилович
25. Доскалиев, Жаксылык Акмурзаевич
26. Доскалов, Валерий Алексеевич
27. Дуйсебаев, Жексенбай Картабаевич
28. Дьяченко, Сергей Александрович
29. Елеубаев, Узаккали Биалаевич
30. Есжанов, Сауырбай Колбайулы
31. Есилов, Сансызбай Сейтжанович
32. Жамалов, Аманжан Макаримович
33. Жараспаев, Алияр Арыстанович
34. Жумагулов, Бакытжан Турсынович
35. Ибрагимов, Сатыбалды Тлемисович
36. Исакулов, Ержан Бекбауович
37. Исимбаева, Гульмира Истайбековна
38. Итегулов, Марал Сергазиевич
39. Кадамбаев, Токтарбай Кадамбаевич
40. Калижанов, Уалихан Калижанулы
41. Карагусова, Гульжана Джанпеисовна
42. Киянский, Виктор Владимирович
43. Клебанова, Дарья Владимировна
44. Кожахметов, Сарсенбай Нургалиевич
45. Конакбаев, Серик Керимбекович
46. Конарбай, Болат Кайроллаулы
47. Конурбаев, Валихан Сиянбекович
48. Космамбетов, Тулебек
49. Котович, Валерий Николаевич
50. Кусаинов, Даулбай Мейрамович
51. Мадинов, Ромин Ризович
52. Медеуов, Усенгельды Умиржанович
53. Милютин, Александр Александрович
54. Момышев, Амангельды Аршабаевич
55. Мукашев, Рахмет Жолдыбаевич
56. Мукашев, Серикжан Шайзадаулы
57. Мусин, Аслан Еспуллаевич
58. Мухамеджанов, Урал Байгунсович
59. Мырзахметов, Шалатай
60. Нехорошев, Владимир Анфианович
61. Нигматулин, Ерлан Зайруллаевич
62. Нукетаева, Динар Жусупалиевна
63. Омаров, Ермухамбет Омарович
64. Оразалинов, Илюбай Атагаевич
65. Оспанов, Серик Жамекулы
66. Онербаев, Нурлан Алтаевич
67. Пшембаев, Мейрам Кудайбергенович
68. Рамазанов, Еркин Амануллинович
69. Рахметов, Ержан Оразович
70. Рогалев, Виктор Павлович
71. Рустемов, Нурбах Турарович
72. Сабильянов, Нуртай Салихулы
73. Сагадиев, Кенжегали Абенович
74. Самакова, Айткуль Байгазиевна
75. Сарпеков, Рамазан Кумарбекович
76. Сарсенов, Нурдаулет Жумагулович
77. Сейтмаганбетова, Гулнар Сулейменовна
78. Смаилов, Бауыржан Амангельдинович
79. Смайыл, Алдан Зейноллаулы
80. Соловьева, Айгуль Сагадибековна
81. Сулейменов, Жарасбай Кабдоллинович
82. Сыздыков, Тито Уахапович
83. Сыздыкова, Бакыт Ахметовна
84. Тайжанов, Ерканат Шарапатович
85. Тарасенко, Елена Ивановна
86. Темирбулатов, Серик Габдуллаевич
87. Тиникеев, Мухтар Бакирович
88. Тлеубердин, Алтай Аблаевич
89. Тлеухан, Бекболат Канаевич
90. Токпакбаев, Сат Бесимбаевич
91. Турецкий, Николай Николаевич
92. Турсунов, Азамат Жанабильевич
93. Турсунов, Сагинбек Токабаевич
94. Утегенов, Амангос Титауович
95. Уали, Курмангали Уалиулы
96. Утемисов, Шавкат Анесович
97. Ферхо, Светлана Ивановна
98. Чиркалин, Иван Федорович
99. Шаекин, Рауан Михайлович
100. Яковлева, Татьяна Ивановна

### Результаты выборов депутатов от Ассамблеи народа Казахстана
Голосование Ассамблеи народа Казахстана состоялось 20 августа 2007 года во Дворце мира и согласия (Астана). В тайном голосовании приняли участие 337 членов Ассамблеи народа Казахстана. Список кандидатов состоял из 9 человек, которые были выдвинуты советом Ассамблеи. По итогам голосования все они были избраны депутатами мажилиса парламента. Все кандидаты на момент выборов были беспартийными.
| Кандидаты в депутаты             | Национальность | Должность на дату голосования | Количество голосов | В процентах избирателей |
| -------------------------------- | -------------- | --- | ------------------ | ----------------------- |
| Ахмадиев Мурат Абдуреимович      | уйгур          | директор уйгурского театра имени К. Кужамьярова | 312                | 93,13 %                 |
| Вишниченко Валерий Георгиевич    | украинец       | заместитель председателя, заведующий секретариатом малой Ассамблеи народа Казахстана Костанайской области                                           | 310                | 92,54 %                 |
| Каппель Егор Яковлевич           | немец          | аким Ерейментауского района Акмолинской области | 300                | 89,55 %                 |
| Питаленко Леонид Николаевич      | белорус        | председатель Белорусского культурного центра (Алма-Ата)                                                                                             | 314                | 93,73 %                 |
| Полищук Раиса Ивановна           | русская        | заместитель председателя областного общества славянской культуры «Лад», директор гимназии № 1 Петропавловска                                        | 295                | 88,06 %                 |
| Садвакасов Кайрат Кутумович      | казах          | заместитель заведующего Секретариатом Ассамблеи народа Казахстана                                                                                   | 297                | 88,66 %                 |
| Халмурадов Розакул Сатыбалдиевич | узбек          | президент ассоциации общественных объединений узбеков «Достлик» Южно-Казахстанской области                                                          | 314                | 93,73 %                 |
| Хочиева Людмила Хисаевна         | балкарка       | председатель карачаево-балкарского культурного центра                                                                                               | 310                | 92,54 %                 |
| Цой Виктор Евгеньевич            | кореец         | президент общественного фонда «Социальный консорциум Ассамблеи народа Казахстана», председатель совета директоров строительной корпорации «Ак ауыл» | 304                | 90,75 %                 |

## Позднее
- Карибжанов, Жаныбек Салимович